# Ferdinand Baston de La Riboisière
Ferdinand-Marie-Auguste Baston, comte de La Riboisière (1er janvier 1856 à Paris - 3 mai 1931 à Paris), est un homme politique français.

## Biographie
Fils de Honoré-Charles Baston de La Riboisière et d' Antoinette de Robert d'Aquéria de Rochegude, il est élève de l'École militaire de Saint-Cyr, dont il sort sous-lieutenant. Il donne sa démission en 1880.
Il est maire de Louvigné-du-Désert, conseiller général pour le canton d'Antrain puis celui de Louvigné-du-Désert de 1882 à 1925, député de 1882 à 1885, puis de 1919 à 1928 et sénateur d'Ille-et-Vilaine de 1909 à 1919.
Cavalier, il concourt aux Jeux olympiques d'été de 1900.

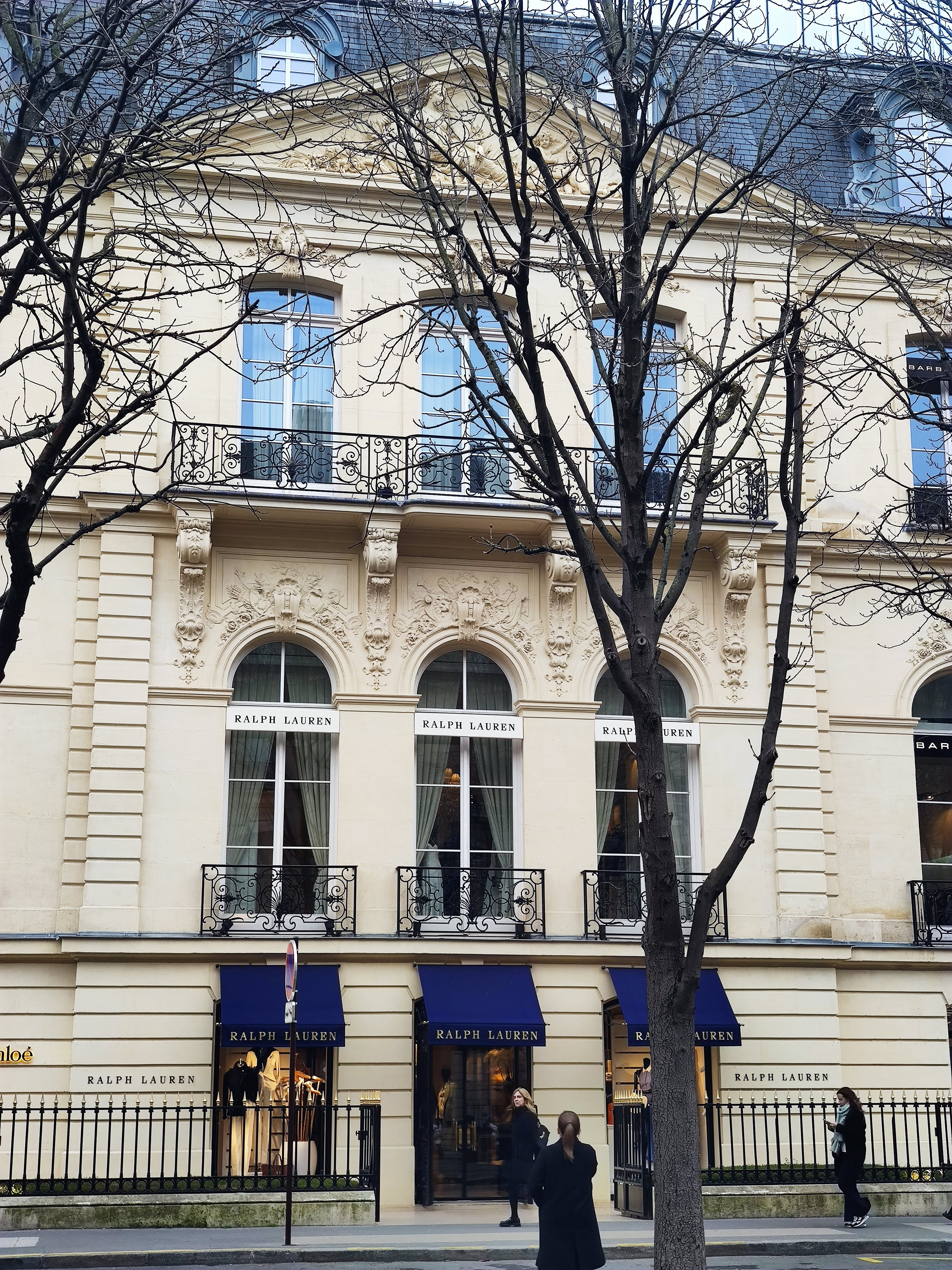
Ancien hôtel de La Riboisière, 50, avenue Montaigne, à Paris.

Il épouse Marguerite Rhoné, fille du banquier Charles Léopold Rhoné et petite-fille d'Émile Pereire.
Au début des années 1890, il fait construire un hôtel particulier au 50 de l’avenue Montaigne, à Paris.

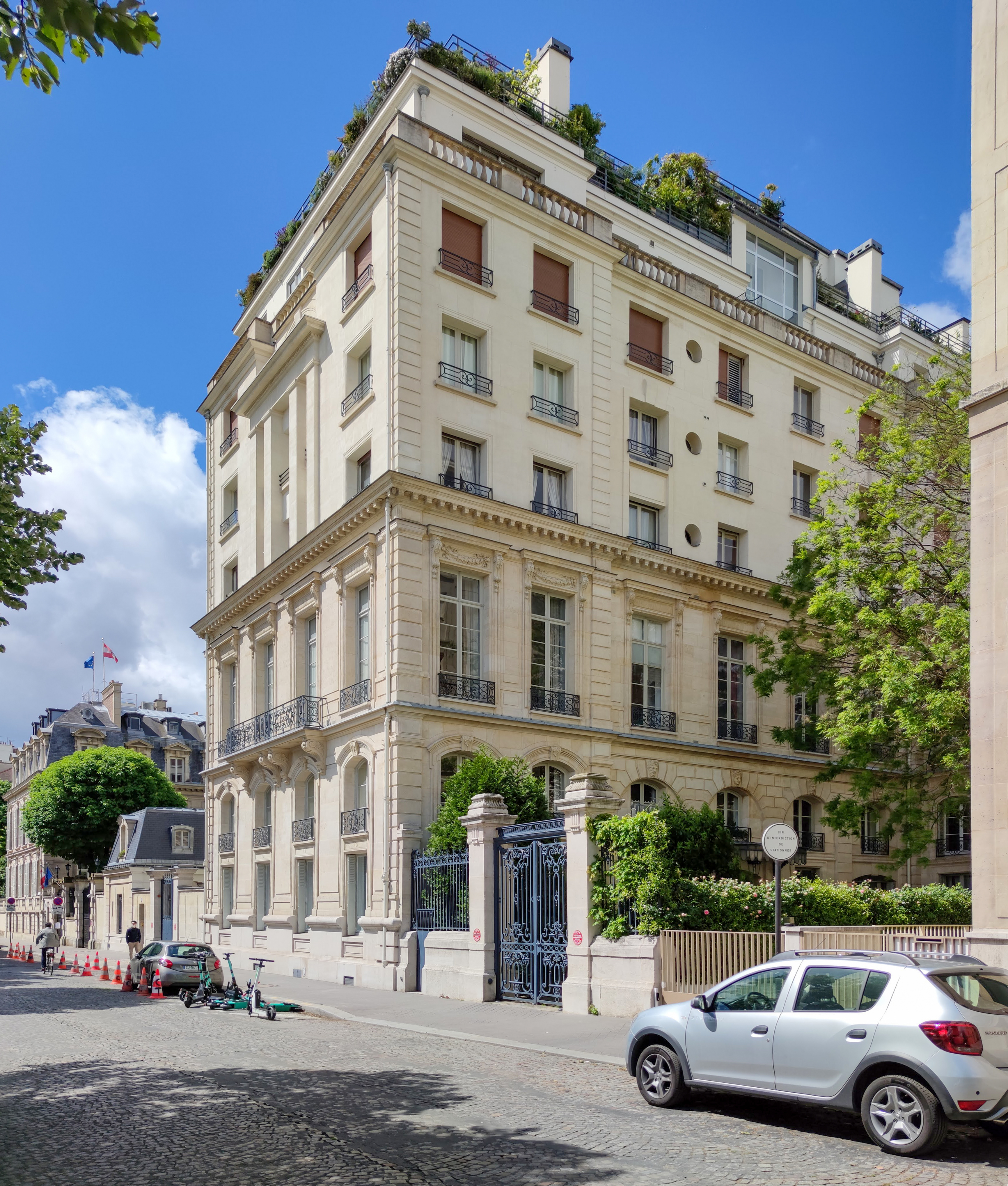
Dernier domicile : 4, rue Fabert, à Paris.

Il meurt « en son domicile » au 4, rue Fabert, à Paris, le 3 mai 1931.

## Sources
- « Ferdinand Baston de La Riboisière », dans le Dictionnaire des parlementaires français (1889-1940), sous la direction de Jean Jolly, PUF, 1960 [détail de l’édition]